# GNU coding standards
 (avril 2023).
Les GNU Coding Standards sont des ensembles de règles et de lignes directrices pour l'écriture de programmes qui fonctionnent toujours dans un système GNU.

## Formatage du code
Les GNU Coding Standards spécifient exactement comment mieux construire le langage C. Ici un exemple caractéristique :
```
int

main
 
(
int
 
argc
,
 
char
 
*
argv
[])

{

  
struct
 
gizmo
 
foo
;

  
fetch_gizmo
 
(
&
foo
,
 
argv
[
1
]);

 
check
:

  
if
 
(
foo
.
type
 
==
 
MOOMIN
)

    
puts
 
(
"It's a moomin."
);

  
else
 
if
 
(
foo
.
bar
 
<
 
GIZMO_SNUFKIN_THRESHOLD
 
/
 
2

           
||
 
(
strcmp
 
(
foo
.
class_name
,
 
"snufkin"
)
 
==
 
0
)

               
&&
 
foo
.
bar
 
<
 
GIZMO_SNUFKIN_THRESHOLD
)

    
puts
 
(
"It's a snufkin."
);

  
else

    
{

      
char
 
*
barney
;
  
/* Pointer to the first character after

                        the last slash in the file name.  */

      
int
 
wilma
;
     
/* Approximate size of the universe.  */

      
int
 
fred
;
      
/* Max value of the `bar' field.  */

      
do

        
{

          
frobnicate
 
(
&
foo
,
 
GIZMO_SNUFKIN_THRESHOLD
,

                      
&
barney
,
 
&
wilma
,
 
&
fred
);

          
twiddle
 
(
&
foo
,
 
barney
,
 
wilma
 
+
 
fred
);

        
}

      
while
 
(
foo
.
bar
 
>=
 
GIZMO_SNUFKIN_THRESHOLD
);

      
store_size
 
(
wilma
);

      
goto
 
check
;

    
}

  
return
 
0
;

}

```

## Critiques
Linus Torvalds, l'initiateur de Linux, écrit en introduction du Linux kernel coding style qui présente le style d'écriture attendu pour le code du noyau Linux : « D'abord, je conseillerais d'imprimer une copie des GNU coding standards, et de ne PAS les lire. Brûlez-les, c'est un beau geste symbolique. »

## Standards Gnits
Les standards Gnits, également appelés Gnits, désignent une collection de « bonnes pratiques » et leur description, écrites et maintenues jusqu'en mai 2007 par un petit groupe de mainteneurs du projet GNU pour la construction du système GNU. Ces recommandations n'étaient pas officiellement reconnues comme des standards du projet, mais représentaient plutôt des avis pouvant servir d'introduction aux normes de codage GNU. 
Plus généralement, ces recommandations ont cependant été adoptées par la communauté des programmeurs de logiciels libres dans les domaines de la programmation, la maintenance et la distribution logicielles. D'après la documentation des « Gnits », aujourd'hui disponible à des fins historiques, la plupart de ces « bonnes pratiques » a été intégrée dans la documentation des Autotools.

### Étymologie
Les mainteneurs à l'origine de ces recommandations s'appelaient eux-mêmes le « gang nit-picker GNU » (de l'anglais « GNU nit-picker gang »). Le mot anglais « nit » est un synonyme du mot « pou » (en anglais « louse »), singulier du mot « poux » (en anglais « lice »). Le terme « nit picker » peut se définir par quelqu'un si pointilleux sur les erreurs d'autrui qu'il pourrait s'assoir durant des heures pour « cueillir ou piquer  » (du verbe anglais « pick ») ses poux. Cette expression pourrait se traduire en français par celui qui « cherche des poux sur les autres ».